# The Chickbusters
The Chickbusters (a veces llamado The Chick Busters) fue un equipo de lucha libre profesional estadounidense conformado por las luchadoras profesionales AJ Lee y Kaitlyn. Ambas trabajaron para la empresa WWE, donde fueron parte de la tercera temporada del programa NXT, en el que Kaitlyn resultó ganadora. Posteriormente, fueron trasladadas al roster principal y establecidas en la marca SmackDown el 27 de mayo de 2011.

## Historia

### Florida Championship Wrestling (2011)

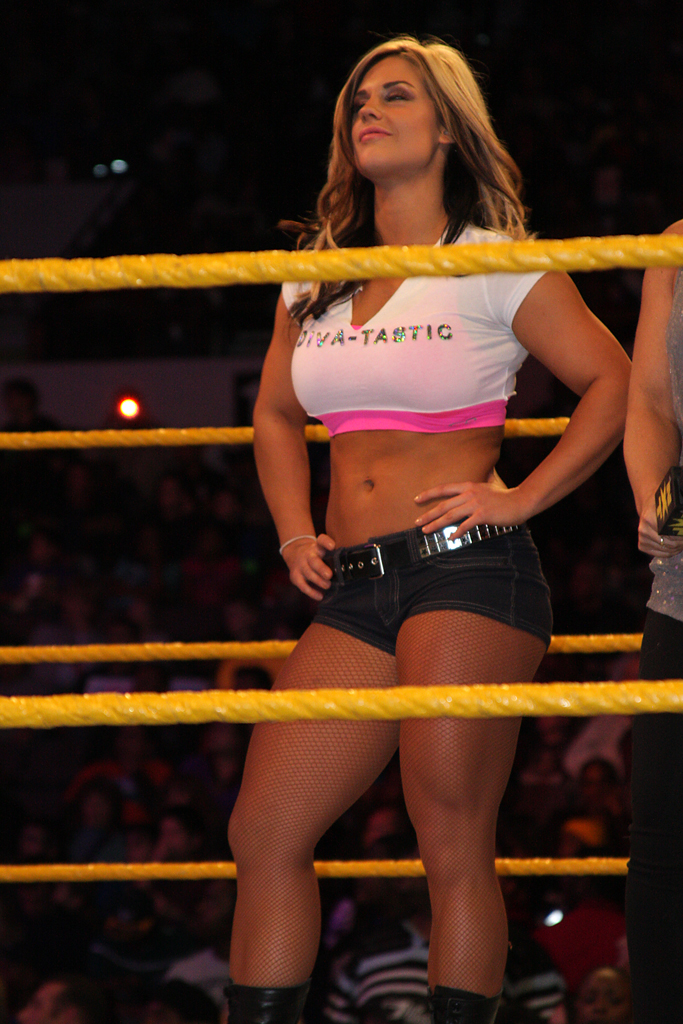
Bonin en NXT

El 7 de agosto de 2011, en un episodio de televisión de la FCW , The Chickbusters Formaron equipo con Caylee Turner para enfrentar al equipo de Sonia , Audrey Marie y Raquel Diaz

### SmackDown (2011 - 2012)

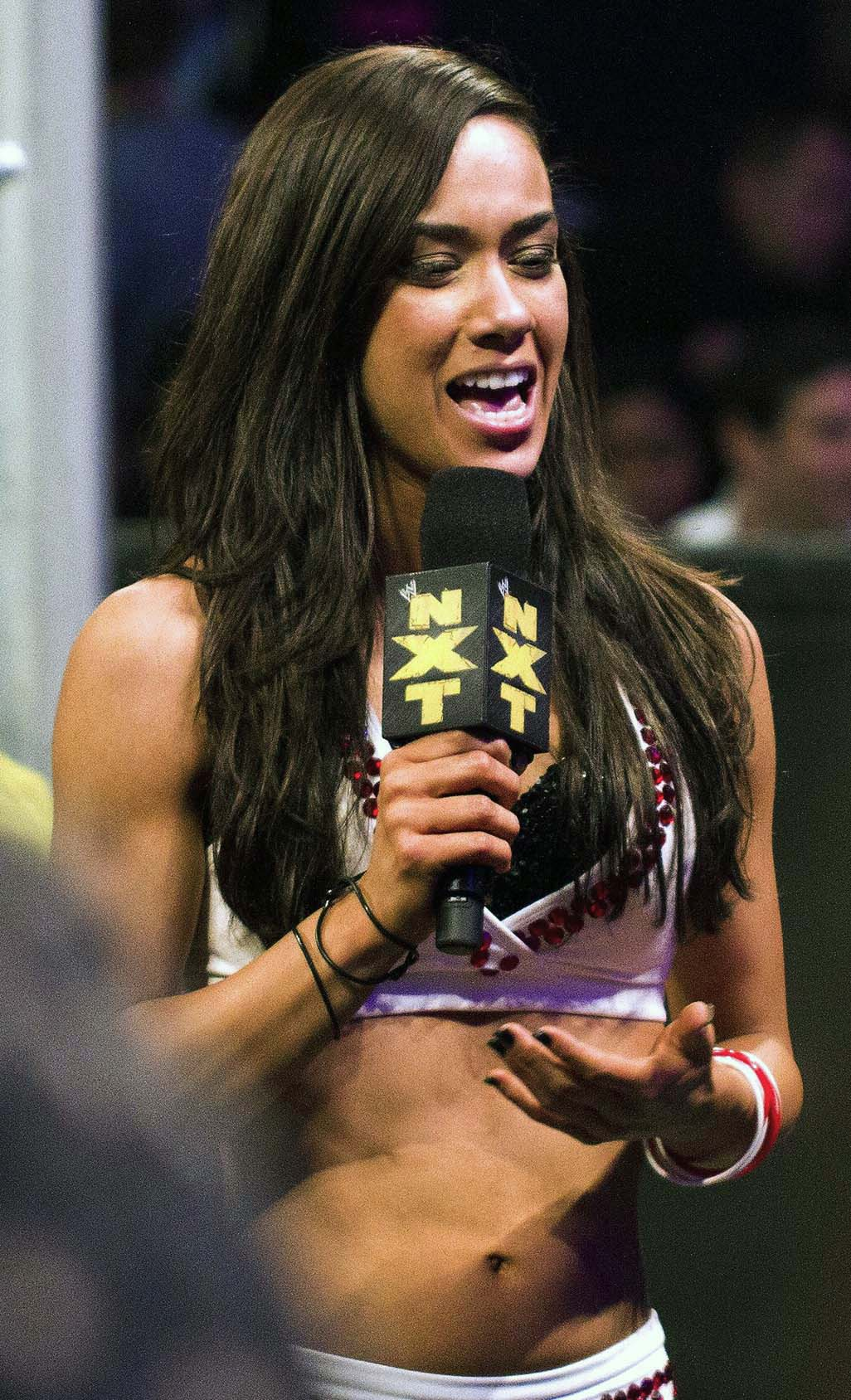
Jeanette en NXT

En el episodio de Smackdown del 27 de mayo de 2011,The Chickbusters hicieron su debut teniendo como mánager a Natalya, perdiendo ante Alicia Fox y Tamina. Tuvieron la revancha a la semana siguiente perdiendo de nueva cuenta al hacer Pinfall Tamina sobre AJ
El 13 de junio , en el Episodio de Raw All-Star Special formaron equipo con Kelly Kelly, Beth Phoenix, Eve Torres, Gail Kim, y Natalya para derrotar a The Bella Twins, Maryse, Melina, Alicia Fox, Tamina y Rosa Mendes.
El 17 de junio en WWE SmackDown perdieron junto a Natalya en contra del equipo formado por Alicia Fox, Tamina & Rosa Mendes, la revancha la obtuvieron en la edición de Superstars del 23 de junio , esta vez saliendo ganadoras
El 18 de julio The Chickbusters salieron ganadoras en un Tag team de 7 vs 7 El 1 de agosto en un episodio de Raw, The Chickbusters participaron en una pelea para definir a la contendiente #1 en una batalla real para enfrentar a Kelly Kelly en Summerslam pay-per-view, siendo ganadora de la batalla Beth Phoenix.
El 5 de agosto AJ perdió una lucha contra Natalya, después de la cual AJ siguió siendo atacada por Natalya teniendo un Turn Heel.
En las ediciones siguientes siguieron teniendo derrotas ante Divas of Destruction (Natalya & Beth Phoenix)
El 31 de octubre en la edición de Halloween de Raw participaron en una batalla en donde no resultaron ganadoras 
y el 11 de noviembre aparecieron en Backstage hablando con Daniel Bryan para hablar sobre su maletín de Money in the bank , el 19 de noviembre de 2011 perdieran de nuevo ante "Divas of destruction" para que después de la pelea Kaitlyn tuviera un Turn Heel al abandonar a AJ para que siguiera siendo atacada. Separándose el equipo cuando AJ empezó un storyline con el World Heavyweight Champion , Daniel Bryan y Kaitlyn teniendo participación en la 5 temporada de NXT NXT Redemption
Se les vio juntas de nuevo en televisión en un segmento el 27 de abril de 2012, donde Kaitlyn trataba de animar a AJ después de la ruptura de su relación con Daniel Bryan pero AJ contestó con una bofetada y la golpeó por segunda vez la semana siguiente. En la edición de Smackdown del 11 de mayo se enfrentaron entre ambas en un match por primera vez desde su estancia en el roster principal saliendo AJ ganadora, después de la lucha AJ siguió atacando a Kaitlyn.